# Sznek
Sznek (in armeno Սզնեք ?), anche Nerkin Sznek (in armeno Ներքին Սզնեք?) o Ashagy Yemishjan (in azero Aşağı Yemişcan), è una piccola comunità rurale del distretto di Xocalı in Azerbaigian, facente parte fino al 2023 della regione di Askeran nella repubblica di Artsakh (fino al 2017 denominata repubblica del Nagorno Karabakh).
Nel 2005 contava poco più di cento abitanti e sorge nella parte meridionale della regione, non lontana dalla strada che collega  Step'anakert.

## Monumenti e luoghi d'interesse
I siti del patrimonio storico nel villaggio e nei dintorni includono un cimitero del XVIII/XIX secolo, la chiesa di Surb Astvatsatsin (in armeno Սուրբ Աստվածածին, "Santa Madre di Dio") costruita nel 1849, un mulino ad acqua del XIX secolo e un monumento a sorgente del XIX secolo.